# 김가을 (수영 선수)
김가을(1997년 1월 17일 ~ )은 대한민국의 수영 선수로 주 종목은 자유형이다. 2010년에 만 13세의 나이로 2010년 아시안 게임에 참가하여 역대 대한민국 최연소 국가대표 수영 선수가 되었다. 이후 2012년 하계 올림픽과 2014년 아시안 게임에 참가하였다.

## 출신 학교
- 신흥초등학교
- 경북체육중학교
- 경북체육고등학교[1]